# Wolfram von Stauffenberg
Wolfram von Stauffenberg bzw. Djamal Atassi (* 12. April 1967 in Leipzig; † 23. Oktober 2024 in Berlin) war ein deutscher Schauspieler, Hörspielsprecher und Boxer.

## Leben

### Ausbildung
Nach eigenen Angaben wurde Stauffenberg als Sohn eines Dramaturgen und Autors geboren, der diesen schon früh  mit zahlreichen Theaterbesuchen an die Schauspielerei heranführte. Er wuchs in Berlin auf und schlug zunächst eine Offizierslaufbahn ein. In Löbau an der Hochschule der Landstreitkräfte ließ sich Stauffenberg zum Fallschirmjäger ausbilden. 1989 entschied er sich dann doch für ein Schauspielstudium, welches er an der Hochschule für Schauspielkunst „Ernst Busch“ abgeschlossen hat. In den Jahren 1995 und 1996 besuchte Stauffenberg auch noch die Schauspielschule am Lee Strasberg Institut in New York.

### Schauspieler
Zu seinen Schauspielstationen gehört das Theater der Altmark Stendal, wo er 2003 nach seinem Auftritt in Der Kirschgarten als „Entdeckung des Abends“ bezeichnet wurde. Seit 2006 spielte er in enger Zusammenarbeit mit dem Intendanten Wolfgang Rumpf im Berliner Kriminal Theater in bisher über zehn Krimi-Komödien mit. Der Schauspieler trat dort u. a. in Hauptrollen in Die Mausefalle, Der Name der Rose sowie Tod auf dem Nil auf. Von Stauffenberg spielte außerdem am Staatsschauspiel Dresden, am Landestheater Halle, am Stadttheater Quedlinburg, am Staatstheater Cottbus, am Staatstheater Nürnberg, an der Landesbühne Sachsen-Anhalt, in Senftenberg und am Burgtheater Wien unter Regisseuren wie Einar Schleef, Markus Dietze (Stendal) und Dieter Kirst (Dresden). Er wirkte u. a. in Romeo und Julia, Wilhelm Tell und Die Leiden des jungen Werthers mit. Seit 2008 spielt von Stauffenberg an der Kleinen Komödie Cottbus in Zusammenarbeit mit dem Intendanten Gerhard Printschitsch. Dort trat er bisher in über 15 Stücken auf, darunter in den vier Soloprogrammen Deutschland. Ein Wintermärchen, Rilke Cornet, Villon Dichter und Vagant sowie Der kleine Prinz. Dort war er auch zusammen mit Gerhard Printschitsch für Regie und Ausstattung verantwortlich.
Außerdem spielte er in den Fernsehserien SOKO Wismar und Großstadtrevier sowie in verschiedenen Filmproduktionen mit.

### Boxer
Als Boxer bzw. Schachboxer bestritt er 70 Amateurboxkämpfe. Stauffenbergs größter sportlicher Erfolg war der Landesmeistertitel von Sachsen-Anhalt 1997. Bei der Schachboxen-EM-Qualifikation im Schwergewicht besiegte er den Engländer Andrew Costello.

## Bühne (Auswahl)
- 1991: George Tabori: Weismann und Rotgesicht (Jäger) – Regie: Heinz Klevenow (Neue Bühne Senftenberg)
- 1992: Friedrich von Schiller: Wilhelm Tell (Stauffacher) – Regie: Udo Klix (Nordharzer Städtebundtheater)
- 1992: Karl May: Der Schatz im Silbersee (Winnetou) – Regie: Udo Klix (Nordharzer Städtebundtheater)
- 1993–1996: Richard O’Brien: The Rocky Horror Picture Show (Rocky) – Regie: Klaus Dieter Kirst (Staatsschauspiel Dresden)
- 1996–1998: Carlo Goldoni: Die Trilogie der Sommerfrische (Guglielmo) – Regie: Einar Schleef (Burgtheater Wien)
- 1998–2000: Johann Wolfgang von Goethe: Die Leiden des jungen Werthers (Werther) – Regie: Martina Bode (Theater Eisleben)
- 2001–2004: Nigel Williams: Der Klassenfeind (Fetzer) – Regie: Claudia Göbel (Theater der Altmark, Stendal)
- 2001–2004: Bertolt Brecht: Der kaukasische Kreidekreis (Richter Azdak) – Regie: Goswin Moniac (Theater der Altmark)

## Filmografie (Auswahl)
- 2007: Six Apartments (Videoinstallation – Regie: Reynold Reynolds)
- 2007: R. I. S. – Die Sprache der Toten: Der Funke Hoffnung (Fernsehserie – Regie: Florian Froschmayer)
- 2010: Lasko – Die Faust Gottes (Fernsehserie, 1 Episode – Regie: Franco Tozza und Axel Sand)
- 2015: Die Kleinen und die Bösen (Kinospielfilm – Regie: Markus Sehr)
- 2015: Herbert (Fernsehfilm – Regie: Thomas Stuber)
- 2015: Großstadtrevier (Fernsehserie, 1 Episode – Regie: Jan Ruzicka)
- 2015: SOKO Wismar (Fernsehserie,  1 Episode – Regie: Oren Schmuckler)
- 2017: Der Unsichtbare Film (Spielfilm – Regie: Anton Gonopolski)
- 2017: Achtung! Casting (Experimentalfilm – Regie: Urs Odermatt)
- 2018: Nextbike – Die Autoficker (Spec-Werbefilm – Regie: Josia Brezing)

## Hörspielsprecher (Auswahl)
- 2015: Michael Koser: Professor van Dusen reitet das trojanische Pferd (Kaimakam) – Regie: Gerd Naumann.
- 2016: Arthur Conan Doyle: Sherlock Holmes. Die neuen Fälle. Das Monster von Soho (Bully) – Regie: Gerd Naumann. ISBN 978-3-86473-104-4.
- 2018: Bodo Traber: Geister-Schocker, Hostile Area (Vampiralk) – Regie: Gerd Naumann. ISBN 978-3-86473-331-4.